# Campo Grande (Rio de Janeiro)
Pour les articles homonymes, voir Campo Grande (homonymie).
Campo Grande est un quartier de la zone Ouest de la ville de Rio de Janeiro, au Brésil. C'est un quartier populaire, situé à environ 40 kilomètres du centre de la ville. Cette distance est considérable et la route qui mène à ce quartier est la Avenida Brasil. C'est dans un de ses sous-quartier qu'est installée une usine de la grande marque de pneumatiques français, Michelin. Aujourd'hui le quartier possède l'infrastructure complète d'une grande ville avec une grande structure de commerce, loisirs, écoles, commerces, hôpitaux, cliniques et services aussi variés que possible.

## Histoire
L'occupation du quartier a été fortement influencé par la présence de l'ordre religieux catholique Compagnie de Jésus, fondée en 1534 par un groupe d'étudiants de l'Université de Paris. Les religieux, qui y possédaient une ferme de la fin du XVIe siècle jusqu'au milieu du XVIIIe siècle, étaient responsables des travaux telles que des routes, des ponts et de nombreux canaux de prélèvement d'eau pour l'irrigation et drainage de la région. Néanmoins, les religieux de la Compagnie de Jésus ont été expulsés du Brésil par le Marquis de Pombal en 1759. La ferme des Jésuites était si important pour le gouvernement colonial que leurs terres n'étaient pas mises aux enchères après l'expropriation, ayant été incorporé au capital officiel de la colonie.
Entre 1760 et 1770, à l’ancienne ferme du Mendanha, le Père Antonio Couto da Fonseca a planté les premiers plants de café, qui ont prospéré de façon extraordinaire. Comme la région était une zone nettement rural, les établissements humains étaient limités à la proximité des fermes et des plantations et des petits villages de pêcheurs le long de la côte. À la fin du XVIIIe siècle, la paroisse de Campo Grande a commencé à prospérer. Son développement urbain a eu lieu à partir du voisinage de l'église de Notre-Dame du Desterro, dont l'attraction était un puits qui se trouvait près de l'église. À Campo Grande, comme dans toute la ville, l'approvisionnement public en eau était un facteur d'attraction et de développement.
En 1808, lors de l'arrivée de la cour royale portugaise au Brésil, la ville de Rio de Janeiro a beaucoup changé, et toutes les zones rurales étaient généralement touchées. Les activités économiques et culturelles se sont accélérées, et la campagne s'était tournée vers l'approvisionnement de produits rurales pour la ville, tandis qui a aussi profité des avantages apportés par la cour royale à Rio.
À partir la seconde moitié du XIXe siècle, la région a commencé à gagner une station du chemin de fer D. Pedro II, à Campo Grande. Le chemin de fer, pour faciliter l'accès et la population, a transformé cette typique région rurale en une zone plus urbaine. En 1915, les tramways tirés par des chevaux ont fait place à des tramways électriques, ce qui permettait une plus grande mobilité et l'intégration des centres semi-urbains déjà formés aux bords du quartier. Cet événement a souligné la croissance du quartier central de Campo Grande et a encouragé l'essor d'un commerce intérieur intense. Le quartier est devenu maintenant une zone urbaine typique.
Avec les crises de la culture du café, la région se tourne vers une nouvelle activité, l'industrie des agrumes. Depuis le début du XXe siècle jusqu'aux années 1940, Campo Grande a été considérée comme une région productrice majeure d'oranges, ce qui lui a valu le nom de « Citrolandia ». Depuis les années 1960, avec l'ouverture de nouvelles routes et l'amélioration de l'infrastructure urbaine, le quartier a commencé à recevoir un nombre croissant d'usines, en particulier dans l'industrie alimentaire, des boissons, de l'acier, et pharmaceutique. Depuis lors, le quartier n'a pas cessé d'augmenter progressivement sa population, ses revenus et son importance économique.
Le 22 mai 2023, le corps de Jefferson Machado da Costa (pt), célèbre en Amérique du Sud pour sa carrière d'acteur et de journaliste, a été retrouvé Rua Itueira dans l'arrière-cour d'une maison du quartier de Campo Grande par la police brésilienne.

## Caractéristiques du quartier
En raison de sa grande distance du centre de la ville de Rio de Janeiro, le quartier fonctionne presque comme une autre ville indépendante. Toutefois, officiellement, le quartier appartient à la ville de Rio de Janeiro, mais à plusieurs reprises son émancipation de la ville a été discuté. Le quartier dispose d'une immense structure des boutiques et des galeries, ainsi que d'un vaste réseau de commerce populaire, des supermarchés, grandes surfaces, et des centres commerciaux modernes. Le quartier dispose également de nombreuses écoles, divers collèges, restaurants, banques, un théâtre, un stade de football, clubs de loisirs et piscines publiques, et une École de samba. Dans le quartier se trouve aussi le siège du Campo Grande Atlético Clube, qui était l'un des principaux clubs de football de Rio et a été le grand champion national du Championnat du Brésil Série B en 1982.

## Galerie

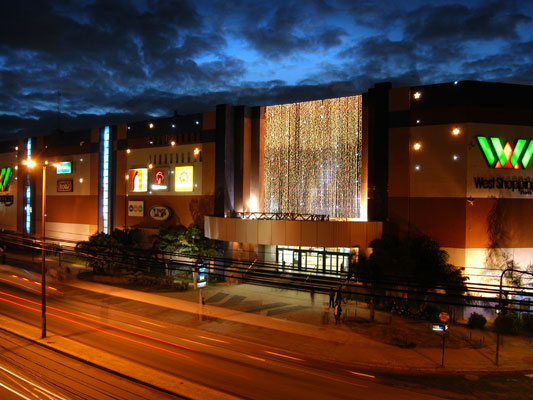
L'un des centres commerciaux du quartier.
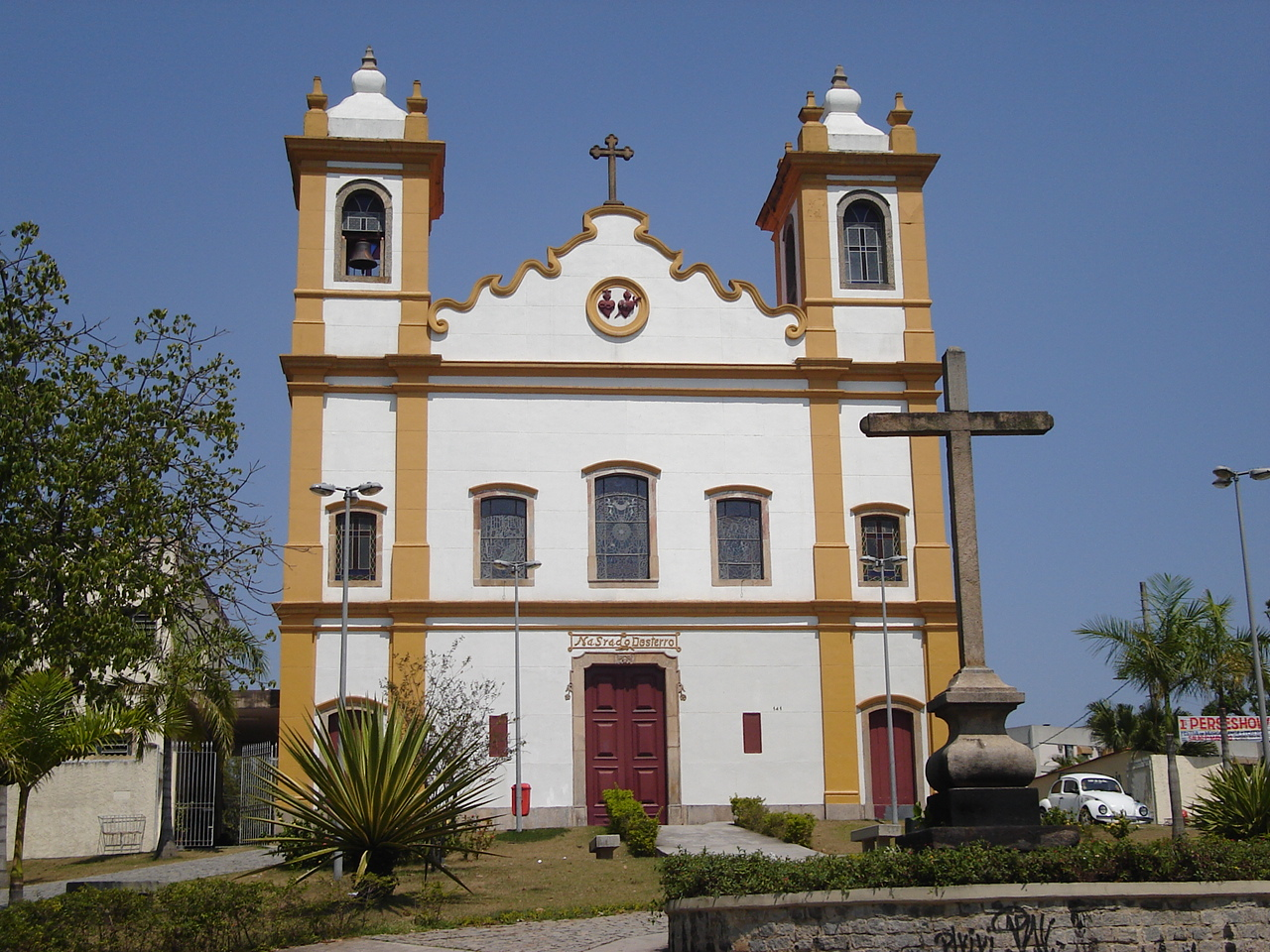
Église Notre-Dame de Desterro.
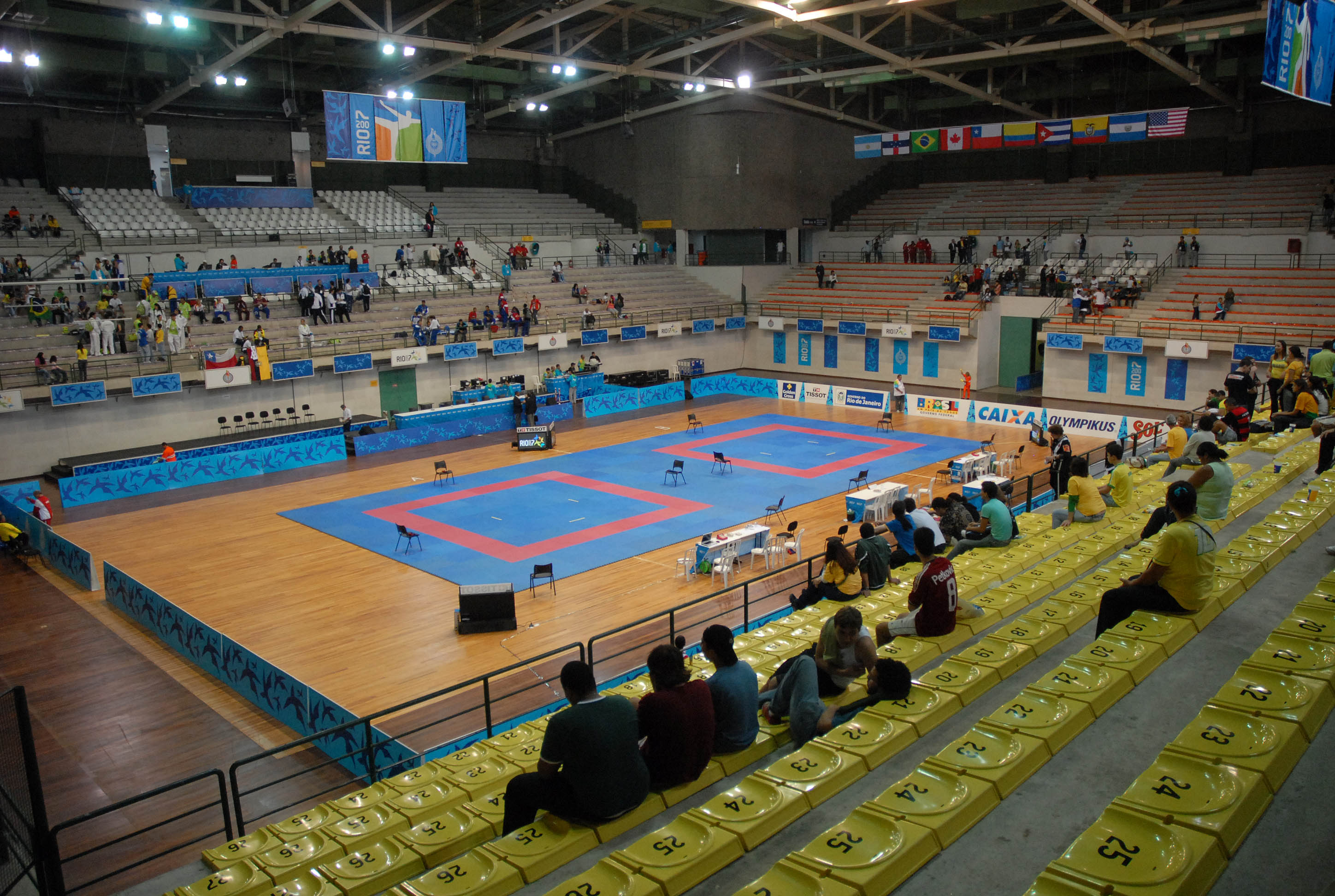
Le centre sportif Miécimo da Silveira a accueilli quelques compétitions des Jeux panaméricains de 2007.